# Симха из Шпейера
Симха бен-Самуил из Шпейера — германский раввин-тосафист XIII века.

## Биография
Сын некоего Самуила. Проживал в городе Шпейере. Принимал участие в майнцском съезде раввинов, происходившем в таммузе (июль) 1223 года. Один из авторитетов «Такканот ШУМ».

## Труды
- Комментарий к трактату «Хорайот» (цитируется в «Тосафот к Хораиот», 4б, s. v. יקר);
- тосафот и новеллы к Талмуду;
- «Seder Olam» — свод галахических решений и толкований к трудным местам Талмуда «Tikkun Schetarot»;
- «Schearim» — ο бенедикциях (все три цитируются в «Hagahot Maimonijjot»);
- респонсы (приводятся в сборниках респонсов раввина Меира из Ротенбурга, № 573, 927, 931, 932, и других авторов)[1].